# Тен де Ноєр
Тен де Ноєр  (нід. Teun de Nooijer, 22 березня 1976) — нідерландський хокеїст на траві, олімпійський чемпіон.

## Виступи на Олімпіадах
| Олімпіада    | Дисципліна     | Місце |
| ------------ | -------------- | ----- |
| Атланта 1996 | хокей на траві | 1     |
| Сідней 2000  | хокей на траві | 1     |
| Афіни 2004   | хокей на траві | 2     |
| Пекін 2008   | хокей на траві | 4     |
| Лондон 2012  | хокей на траві | 2     |